# Аффинная система координат

Точка М на аффинной плоскости.

Аффи́нная систе́ма координа́т (от лат. affinis «соприкасающийся, близкий, смежный»), также косоуго́льная система координат — прямолинейная система координат в аффинном пространстве.
В {\displaystyle n}-мерном пространстве она задаётся упорядоченной системой линейно независимых векторов {\displaystyle {\vec {e}}_{1},\;\ldots ,\;{\vec {e}}_{n}}, выходящих из одной точки {\displaystyle O}. Аффинными координатами точки {\displaystyle M} называют такие числа {\displaystyle x_{i}}, что
{\displaystyle {\vec {OM}}=x_{1}{\vec {e}}_{1}+\ldots +x_{n}{\vec {e}}_{n}.}
Tочку {\displaystyle O} и систему векторов {\displaystyle {\vec {e}}_{1},\;\ldots ,\;{\vec {e}}_{n}} называют репером или аффинным базисом; прямые, проходящие через вектора {\displaystyle {\vec {e}}_{1},\;\ldots ,\;{\vec {e}}_{n}} — координатными осями.
На аффинной плоскости {\displaystyle (n=2)} координату {\displaystyle x_{1}} называют абсциссой, а {\displaystyle x_{2}} — ординатой точки {\displaystyle M}. В пространстве же координаты точки называют её абсциссой, ординатой и аппликатой. Аналогичным образом именуют и координатные оси.